# Alejandro Abal Oliú
Alejandro Atilio Abal Oliú (Montevideo, 18 de agosto de 1948) es un abogado y profesor uruguayo. Fue Decano de la Facultad de Derecho de la Universidad de la República entre 2002 y 2006 y entre 2011 y 2015 fue Decano de la Facultad de Derecho de la Universidad CLAEH. Padre de seis hijos (Rodrigo, ingeniero, Marcos, economista, Matías, abogado, María Belén, arquitecta y diseñadora industrial, Bernardo, mecánico industrial, María de los Milagros, arquitecta) y hasta ahora abuelo de una decena de nietos (María Sol, María Pía, Mateo, Juan Sebastián, María Isabella, Lucas Federico, Miguel Francisco, María Ximena y Federico Vicente), su esposa fue María Soneira y su actual esposa es Gianna Cecchetto. Profesa la religión cristiano católica.

## Biografía
Cursó sus estudios primarios y secundarios en el Colegio y Liceo Sagrado Corazón (Ex-Seminario) y egresó como bachiller en Derecho en 1966.
Ingresó en la Facultad de Derecho (Universidad de la República) en 1967. Durante parte de sus estudios secundarios trabajó como prensista y luego en el armado de aparatos de radio en una empresa de familiares, después dio clases de Historia en el Liceo Bauzá. En 1971 obtuvo el título de procurador y dos años más tarde, en 1973 se graduó como doctor en Derecho y Ciencias Sociales. Durante sus estudios universitarios dio clases de Derecho Usual en preparatorios, trabajó como administrativo en una empresa y además como procurador en el Estudio del Dr. Adolfo Gelsi Bidart. En 1974 fue designado fiscal letrado de Paysandú y dos años después renunció al cargo ante la presión del Poder Ejecutivo que pretendía que desde su función colaborara en la persecución política de la época.
Su carrera docente en Derecho comienza en 1977 en UDELAR como aspirante a Profesor Adscripto en la cátedra de Técnica Forense I, II y III, y en 1978 como aspirante a Profesor Adscripto en la cátedra de Derecho Procesal I y II. En 1981 obtiene el diploma de Profesor Adscripto de Derecho Procesal, pero el mismo se le reconoce recién en 1985 al retorno de la Legalidad Universitaria (con retroactividad a 1981). Al regreso de la Legalidad Universitaria en 1985 es designado Profesor Adjunto (gr. 3) de ambas asignaturas, y al año siguiente como Profesor Agregado (gr. 4). En 1994, alcanzó el nivel de Profesor Titular (gr. 5) en efectividad de Técnica Forense y en 2007 el mismo grado en Derecho Procesal. Actualmente es Director de los Posgrados de Derecho Procesal en la Facultad de Derecho de la Universidad de la República. Durante varios años ha sido también Director del Instituto Uruguayo de Derecho Procesal (Udelar). 
Entre 1985 y 1993 se desempeñó como asistente académico del Decanato de la Facultad de Derecho y desde 1994 al 2002, fue seleccionado por el Consejo para desempeñarse como Coordinador General Docente de la Facultad.   
Entre los años 1993 y 2002 también se desempeñó como Profesor Titular de Derecho Procesal y de Derecho Procesal Práctico en la Facultad de Derecho de la Universidad Católica y desde 2011 ocupa el cargo de Profesor Titular de Derecho Procesal en la Facultad de Derecho de la Universidad CLAEH
En mayo de 2002, Abal fue elegido por el Claustro como Decano de la Facultad de Derecho de la Universidad de la República por el período 2002-2006. En dicha Universidad ha integrado por varios períodos el Claustro y el Consejo de la Facultad de Derecho, y también el Claustro Central y el Consejo Directivo Central (primero como alterno y luego como titular). Desde 2011 a 2014 se desempeñó como Decano de la Facultad de Derecho de la Universidad CLAEH.  
Integra en S.N.I. de la A.N.I.I. y es autor de decenas de libros y de centenares de artículos y ponencias académicas sobre su especialidad. Desde 1995 forma parte del estudio jurídico profesional  "RXAV" ("Ramírez, Xavier de Mello, Abal & Valentin") integrado por los profesores Juan Andrés Ramírez,Eugenio Xavier de Mello y Gabriel Valentín (estudio del que hasta su fallecimiento también formó parte el Profesor Dr. Ronald Herbert, antes denominado HRXA y luego RXA).